# Stockholms ansökan om olympiska vinterspelen 2022
Stockholms ansökan om olympiska vinterspelen 2022 var Sveriges sjunde ansökan om olympiska vinterspelen. I ansökan var Stockholm huvudort men de alpina grenarna planerades att förläggas till Åre. Ansökans största svaghet ansågs ligga i avståndet mellan Stockholm och Åre. Sveriges Olympiska Kommitté (SOK) meddelade sina planer på att ansöka den 11 november 2013 men efter att Stockholms stad den 17 januari 2014 valde att inte ta upp frågan om att arrangera ett olympiskt spel avbröts ansökan.

## Bakgrund
Efter att under flera år ha fokuserat på att söka vinter-OS med Östersund föreslog SOK under sommaren 2013 att ansöka med Stockholm. I juli 2013 gav SOK Jöran Hägglund uppgiften att utreda förutsättningarna för en ansökan med Stockholm som huvudort. Hägglunds utredning presenterades den 1 oktober på en presskonferens där han också ansåg att Stockholm hade goda förutsättningar för ett olympiskt spel.  Den 11 november meddelade SOK att de gick vidare med ansökan och lämnade in de första dokumenten till IOK.

## Ansökan
Stockholms ansökan byggde till stor del på Jöran Hägglunds utredning, men SOK valde att göra vissa förändringar för att minska kostnaderna.

### Anläggningar
| Åre                        | Stockholm Globenområdet  | Stockholm Globenområdet    | Stockholm Globenområdet      | Stockholm Solna kommun     |
| -------------------------- | ------------------------ | -------------------------- | ---------------------------- | -------------------------- |
| Åre skidområde             | Globen                   | Tele2 Arena                | Johanneshov                  | Friends Arena              |
| Kapacitet: ?               | Kapacitet: 13 850        | Kapacitet: 30 000 - 40 000 | Kapacitet: 8 094             | Kapacitet: 50 000 - 65 000 |
|                            |                          |                            |                              |                            |
|                            |                          |                            |                              |                            |
| Stockholm Norra Djurgården | Stockholm Tallkrogen     | Stockholm Björkhagen       | Stockholm Huddinge /Botkyrka | Stockholm Botkyrka         |
| Stockholms stadion         | Bandyhallen i Tallkrogen | Hammarbybacken             | Flottsbrobacken              | Lida/Tullinge              |
| Kapacitet: 14 417          | Kapacitet: 7 000         | Kapacitet: ?               | Kapacitet: 3 000 – 5 000     | Kapacitet: 50 000          |
|                            |                          |                            |                              |                            |

Alla alpina grenar planerades att förläggas till Åre. I Hägglunds utredning föreslogs en höjning av Flottsbrobacken i Huddinge kommun för att kunna hålla slalomtävlingarna där men SOK valde bort detta i januari 2014 på grund av de höga kostnaderna. Övriga grenar planerades till Stockholmsområdet. I Flottsbrobacken planerades till en början nya hoppbackar att byggas, men detta ändrades och planen blev istället att bygga dessa vid ett grustag i Tullinge. Anläggningar för skicross, boardercross och slopestyle planerades fortsatt att hållas i Flottsbrobacken. Övriga grenar inom freestyle och snowboard planerades att kunna förläggas till Hammarbybacken, där även en ny anläggning för kälksporterna planerades byggas samt plats för den olympiska elden.
För ishockey, short track och konståkning planerades till antingen Tele2 arena, Friends arena eller Globen. Även curling planerades att kunna hållas i någon av dessa arenor men huvudalternativet var Johanneshov. Arenor som Tele2 och Friends hade varit tvungna att byta namn under ett olympiskt spel på grund av IOK:s regler som förbjuder reklam. Längdskidåkning och skidskytte ansågs kunna förläggas på flera olika platser men Lida utanför Tullinge var huvudalternativet. Hastighetsåkning på skridskor planerades till den framtida bandyhallen i Tallkrogen.

### Budget
De ekonomiska utgångspunkterna var en genomförandebudget på 9 790 miljoner kronor, utan statliga medel, och inkluderat kostnader för säkerhet. Kostnader för nyinvesteringar i arenor och anläggningar uppgick till cirka 2 500 miljoner kronor, vilket planerades att finansieras av privata och offentliga medel. För att genomföra ansökningsprocess behövdes en budget på 250 miljoner kronor.

### Meteorologiska förutsättningar
I Hägglunds rapport presenterades de meteorologiska förutsättningarna i Stockholm under februari och mars vilka visade på en genomsnittlig temperatur på -3 till -4 grader i februari och -1 grad i mars. 70–80 % av åren 1961–1990 har det varit snö med ett genomsnittligt snödjup på ca 20 cm. Även snöfattiga vintrar är det fullt möjligt att genomföra ett vinter-OS i Stockholm, och kostnaden för snöproduktion var medräknad i genomförandebudgeten.

## Tillbakadragande av ansökan
Under hela processen med ansökan visade den svenska regeringen inga tendenser på att vilja ge det statliga stöd som krävs av IOK. Men SOK hoppades på att kunna fortskrida med ansökan fram till dess regeringens godkännande verkligen krävdes, vilket skulle vara efter det svenska riksdagsvalet 2014. Men då Stockholms stad inte ville ta upp frågan om att arrangera ett olympiskt spel och SOK behövde stadens medgivande för att kunna gå vidare till nästa steg i ansökan avbröts den. Det har också varit tvivel kring korrektheten i Hägglunds utredning.[källa behövs] Det har framförallt gällt kraven från IOK på arenakvalitet. Det krävs ett visst ganska stort antal åskådarplatser, samt bland annat VIP-lounger, mediautrymmen, riktiga restaurangkök och annat av vissa storlekar och egenskaper på varje arena, vilket kan kräva mycket dyra ombyggnader. Detta fick Oslo att backa. Rio de Janeiro har haft stora kostnader för att bygga arenor större och bättre på sätt som inte riktigt var inplanerat vid deras ansökan.[källa behövs]